# شاطئ القرم

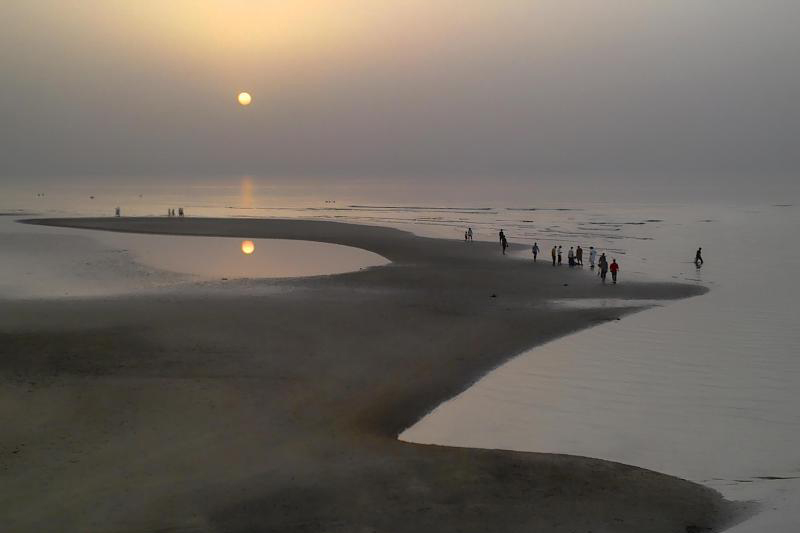
شاطئ القرم (مسقط).

يعد شاطئ القرم واحد من أجمل شواطئ سلطنة عمان، كما يعد من أهم الأماكن الجاذبة للسياح والزوار، ويتميز الشاطئ بوجود نوعين من الشواطئ إحداهما جبلي والآخر رملي، كما يتميز بوجود  خور القرم وهو عبارة عن محمية طبيعية.

## سبب التسمية
سمي شاطئ القرم بهذا الاسم بسبب وجود عدد كبير من أشجار بالقرم- وكذلك النخيل- بحيث يشهد شاطئ القرم تداخل شجيرات القرم البحرية في بعض أجزاءه، بحيث  تقوم وزارة البلديات الإقليمية والبيئة في السلطنة بزراعة أشجار القرم وتنفيذ خطة التشجير الساحلي.